# NGC 4651
NGC 4651 (другие обозначения — UGC 7901, ARP 189, MCG 3-33-1, KARA 549, ZWG 100.4, VV 56, IRAS12412+1639, PGC 42833) — галактика в созвездии Волосы Вероники.
Этот объект входит в число перечисленных в оригинальной редакции «Нового общего каталога».

## Особенности
Находится на окраине скопления Девы, известна как «Umbrella Galaxy» (галактика-зонтик) из-за зонтикообразной структуры, которая простирается от его диска на восток и состоит из звездных потоков, являющихся остатками гораздо меньшей галактики, разорванной приливными силами NGC 4651. Благодаря этой структуре галактика включена в Атлас пекулярных галактик Хэлтона Арпа как Arp 189 «галактика с филаментами (нитями)».
Исследования с использованием радиотелескопов распределения ее нейтрального водорода показывают искажения во внешних областях NGC 4651 и газовый сгусток, связанный с карликовой галактикой, разрушенной при взаимодействии с NGC 4651.
В отличие от большинства спиральных галактик скопления Девы, NGC 4651 богата нейтральным водородом, который также простирается за пределы оптического диска, а её звездообразование типично для галактики этого типа.

## Галерея

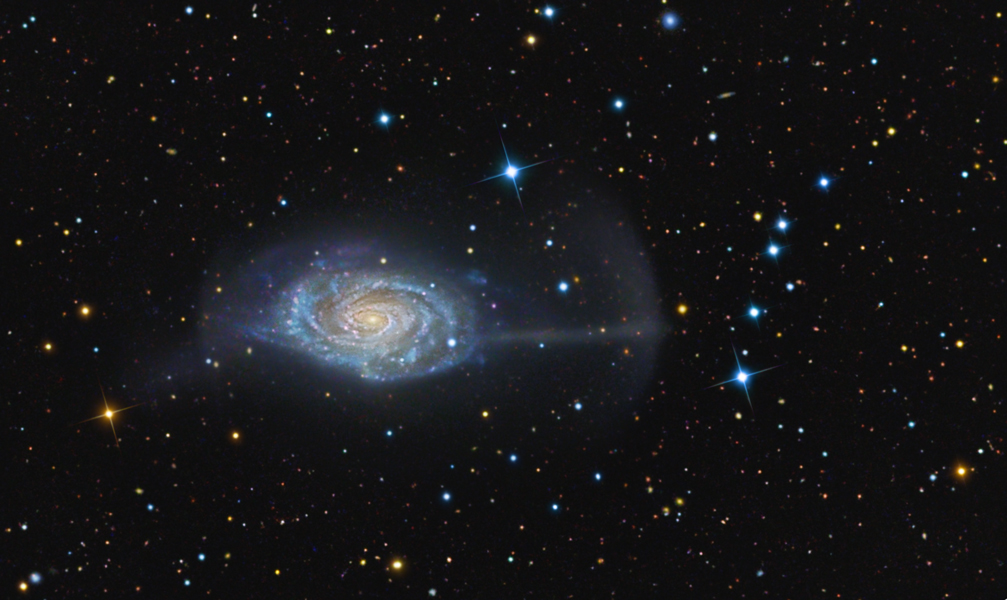
Галактика NGC4651

## Вспышки сверхновых
В галактике вспыхнула сверхновая SN 2006my типа II, её пиковая видимая звездная величина составила 15,3.
В галактике вспыхнула сверхновая SN 1987K типа II. Её пиковая видимая звёздная величина составила 15.